# 김광현 (지휘자)
김광현(金侊鉉, 1981~)은 대한민국의 지휘자이다.

## 프로필
대한민국을 대표하는 지휘자로 많은 클래식 팬들의 사랑을 받고 있는 지휘자 김광현은 KBS교향악단, 경기필, 대전시향, 대구시향, 부산시향, 부천필, 수원시향, 코리안심포니 등 국내 대부분의 국.공립 교향악단과, 독일 슈투트가르트 필, 로이틀링겐 필, 남서독일 콘스탄츠 필, 슈투트가르트 실내악단, 튀링겐 필, 체코 칼로비바리 심포니, 루마니아 크라이오바 심포니, 일본 규슈 심포니 등 외국의 다수 교향악단을 지휘하였다. 특히 만 33세이던 2015년에 국공립 음악단체의 수장으로는 최연소로 원주시립교향악단의 음악감독 겸 상임지휘자로 취임하여 2021년 말 임기 종료까지 객석점유율과 정기회원 수를 두 배 이상으로 끌어올렸으며, 예술의 전당 교향악축제에서 연이은 성공적인 연주로 지방 교향악단으로서는 보기 드문 유료관객점유율을 기록, 원주시립교향악단을 일약 국내 정상급 오케스트라로 도약시키며 대한민국 교향악 운동의 모범으로 이끌었다는 평가를 받고 있다.    
그의 활약은 교향악 뿐 아니라 오페라, 발레 등 무대음악 분야에서도 두드러진다. 서울대학교 60주년 기념 정기오페라 ‘돈 지오반니’를 학부 재학생 최초로 지휘한 이후 한국과 독일에서 가면무도회, 라 보엠, 라 트라비아타, 사랑의 묘약, 카르멘, 투란도트, 피가로의 결혼 등 10여 편이 넘는 오페라와 발레 ‘돈키호테’, ‘지젤’ 등을 지휘하여 관객과 평론의 극찬을 받은 바 있다.  
예원학교 피아노과와 서울예고 작곡과를 졸업했으며, 서울대학교에서 지휘를 전공하여 임헌정과 김덕기를 사사하며 교향악과 오페라를 공부하였다. 이후 독일로 유학하여 슈투트가르트 국립음대 지휘과 석사과정을 졸업하였고, 정명훈, 헤름헤르트 블룸슈테트, 샤를 뒤트와 등 세계적인 지휘자들의 마스터클래스에 선발되어 사사받은 바 있다. 
지휘자 김광현은 클래식 대중화를 위한 노력도 게을리하지 않는다. 대한민국 클래식음반 역사상 기록적인 판매고를 올린 ‘김호중 클래식앨범’을 지휘 및 디렉팅하였고, 오케스트라의 대중화를 위하여 오케스트라와 함께하는 팬텀싱어나 슈퍼밴드 콘서트에서도 스스럼없이 지휘봉을 잡고 있다. 또한 최근 예술의 전당과 코리안심포니가 기획한 우리 가곡 영상화 및 음원 사업을 지휘하는 등 장르를 가리지 않으며 모든 분야에서 독보적인 활약을 펼치고 있다.  

## 학력
- 예원학교 (피아노과)졸업
- 서울예술고등학교 (작곡과)졸업
- 서울대학교 (지휘과)졸업
- 독일 슈투트가르트 국립 음악대학원 (오케스트라 지휘과) 졸업

## 경력
- 2015.01~2021.12 원주시립교향악단 음악감독 겸 상임지휘자
- 2012.11~2014.12 경기필하모닉오케스트라 조지휘자
- 2012.03~2012.10 VK필하모닉오케스트라 상임지휘자

## 연주
https://m.search.naver.com/search.naver?where=m&sm=mtb_etc&mra=bjky&x_csa=%7B%22workType%22%3A%22play%22%2C%22fromUi%22%3A%22kb%22%7D&pkid=1&os=2084684&qvt=0&query=%EA%B9%80%EA%B4%91%ED%98%84%20%EC%A7%80%ED%9C%98%EC%9E%90%20%EA%B3%B5%EC%97%B0